# Intershop

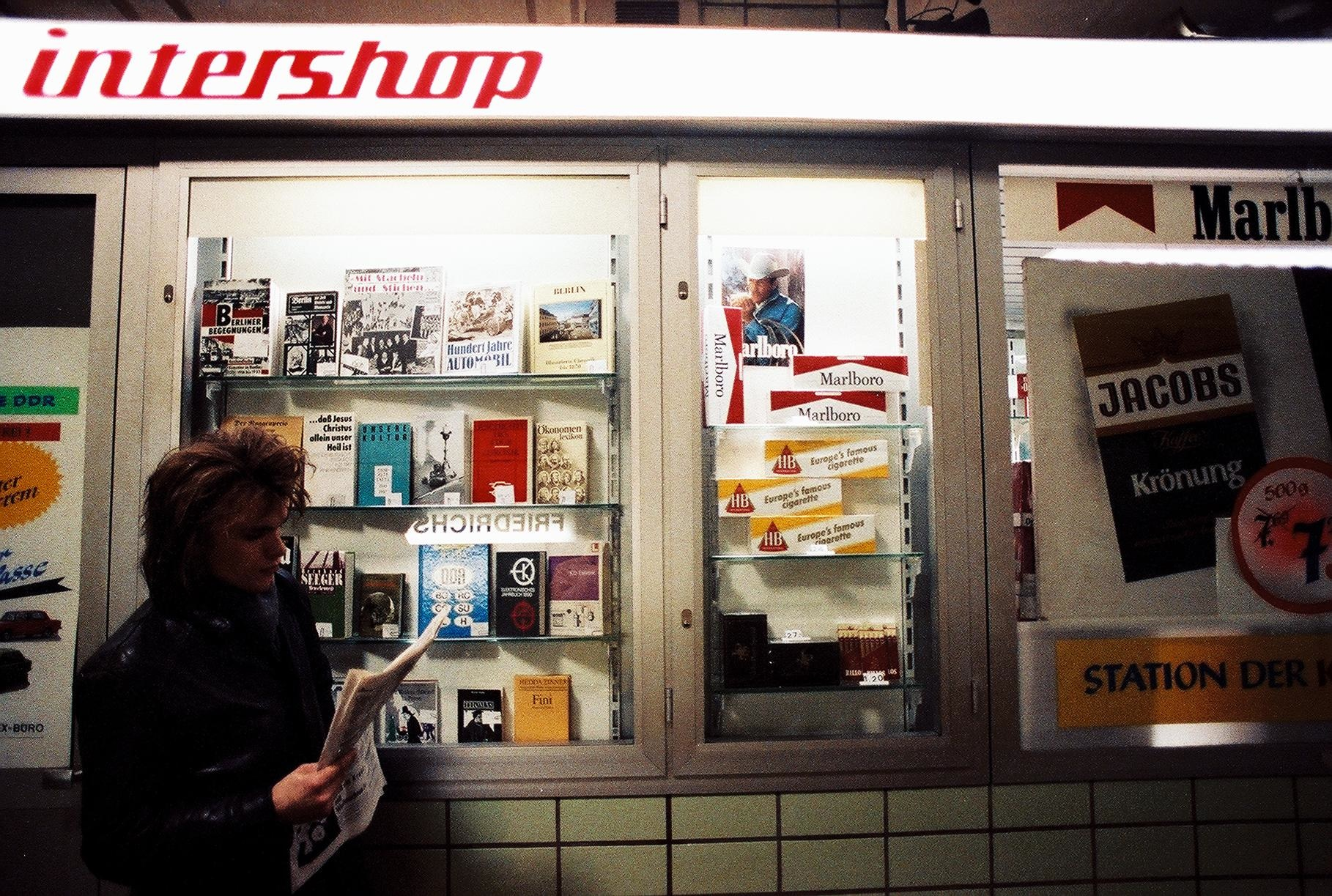
Een Intershop op een ondergronds perron van station Berlin Friedrichstraße, alleen toegankelijk vanuit West-Berlijn, vandaar met etalages die anders niet aanwezig waren. Ook boeken maakten gewoonlijk geen deel uit van het assortiment van de Intershop.

Onder de naam Intershop had de DDR een reeks winkels, waar artikelen gekocht konden worden met convertibele valuta en zogenaamde Forumcheques, maar niet met Oost-Duitse marken.
Op 14 december 1962 richtte de DDR de handelsorganisatie Intershop op. De Intershop-organisatie moest vrije valuta voor de DDR genereren. De eerste, nog mobiele, shops werden geopend op het Berlijnse station Friedrichstraße. Hier werden voornamelijk sigaretten verkocht tegen een prijs die lager lag dan in West-Berlijn. Later werd het assortiment uitgebreid met alcoholische dranken en andere artikelen. Reeds in 1962 werd een omzet van 1 miljoen D-Mark gehaald.
In het begin werd de Intershop-handel door Mitropa georganiseerd. In de Interhotels werd een roomservice ingevoerd waar met vrije valuta kon worden betaald. Later werden de zaken uitgebreid en werden Intershops geopend aan grensovergangen en langs transitoroutes. Het assortiment nam ook toe om en omvatte naast producten uit het westen ook producten die in de DDR werden geproduceerd voor de westerse markt.
Tot 1974 mochten Oost-Duitsers geen buitenlandse valuta bezitten. Vanaf 1979 moesten Oost-Duitsers hun vreemde valuta inwisselen tegen Forumcheques tegen een koers van 1 DM = 1 Mark (Forumcheque). In 1974 waren er reeds 271 Intershops, een aantal dat in de jaren tachtig groeide tot 380.
De Intershops hadden een bijzondere aandacht van de geheime dienst, de Stasi. In de Intershops mocht niet gefotografeerd worden, waardoor er weinig foto's voorhanden zijn.